# Martin Schmidt
Martin Schmidt, (* 4. červenec 1969 Berlín, Německá demokratická republika) je bývalý reprezentant Německa v judu.

## Výsledky
| Turnaj             | Východní Německo | Východní Německo | Německo        | Německo    | Německo    | Německo    | Německo    | Německo    | Německo    | Německo | Německo    | Německo    |
| Turnaj             | 1989             | 1990             | 1991           | 1992       | 1993       | 1994       | 1995       | 1996       | 1997       | 1998    | 1999       | 2000       |
| Turnaj             | 20               | 21               | 22             | 23         | 24         | 25         | 26         | 27         | 28         | 29      | 30         | 31         |
| Turnaj             | pololehká váha   | pololehká váha   | pololehká váha | lehká váha | lehká váha | lehká váha | lehká váha | lehká váha | lehká váha | plh v.  | lehká váha | lehká váha |
| ------------------ | ---------------- | ---------------- | -------------- | ---------- | ---------- | ---------- | ---------- | ---------- | ---------- | ------- | ---------- | ---------- |
| Olympijské hry     | –                | –                | –              | dns        | –          | –          | –          | 7.         | –          | –       | –          | úč.        |
| Mistrovství světa  | dns              | –                | dns            | –          | úč.        | –          | úč.        | –          | dns        | –       | úč.        | -          |
| Mistrovství Evropy | dns              | dns              | 3.             | dns        | dns        | dns        | 1.         | dns        | dns        | 5.      | 5.         | úč.        |
| ME juniorů         | 1.               | –                | –              | –          | –          | –          | –          | –          | –          | –       | –          | -          |

## Podrobnější výsledky

### Olympijské hry
| Rok      | Kategorie  |  | 1/64                      | 1/32                              | 1/16                             | čtvrtfinále                      | semifinále                | opravy                    | opravy                    | opravy                            | opravy                        | o bronz                   | finále                    |
| -------- | ---------- |  | ------------------------- | --------------------------------- | -------------------------------- | -------------------------------- | ------------------------- | ------------------------- | ------------------------- | --------------------------------- | ----------------------------- | ------------------------- | ------------------------- |
| LOH 1992 | –          |  | nestartoval – Stefan Dott | nestartoval – Stefan Dott         | nestartoval – Stefan Dott        | nestartoval – Stefan Dott        | nestartoval – Stefan Dott | nestartoval – Stefan Dott | nestartoval – Stefan Dott | nestartoval – Stefan Dott         | nestartoval – Stefan Dott     | nestartoval – Stefan Dott | nestartoval – Stefan Dott |
| LOH 1996 | lehká váha |  | volný los                 | výhra – 0:49/kum Krzysztof Wojdan | výhra – 2:11/uma Bertalan Hajtós | prohra – 4:12/uma Kenzo Nakamura | –                         | –                         | –                         | výhra – waz/suk Thomas Schleicher | prohra – 1:59/son Jimmy Pedro | –                         | -                         |
| LOH 2000 | lehká váha |  | volný los                 | prohra – yuk/kum Hasin Musa       | –                                | –                                | –                         | –                         | –                         | –                                 | –                             | –                         | -                         |

### Mistrovství světa
| Rok     | Kategorie  |  | 1/64                        | 1/32                           | 1/16                              | čtvrtfinále                 | semifinále                  | opravy                      | opravy                      | opravy                      | opravy                      | o bronz                     | finále                      |
| ------- | ---------- |  | --------------------------- | ------------------------------ | --------------------------------- | --------------------------- | --------------------------- | --------------------------- | --------------------------- | --------------------------- | --------------------------- | --------------------------- | --------------------------- |
| MS 1991 | –          |  | nestartoval – Udo Quellmalz | nestartoval – Udo Quellmalz    | nestartoval – Udo Quellmalz       | nestartoval – Udo Quellmalz | nestartoval – Udo Quellmalz | nestartoval – Udo Quellmalz | nestartoval – Udo Quellmalz | nestartoval – Udo Quellmalz | nestartoval – Udo Quellmalz | nestartoval – Udo Quellmalz | nestartoval – Udo Quellmalz |
| MS 1993 | lehká váha |  | výhra Husajn Hasan          | výhra Lutfi Isawi              | prohra Bertalan Hajtós            | –                           | –                           | –                           | výhra Laurent Pellet        | prohra Danny Kingston       | –                           | –                           | -                           |
| MS 1995 | lehká váha |  | volný los                   | prohra Kwak Te-song            | –                                 | –                           | –                           | výhra Chaliuny Boldbátar    | prohra Andrej Šturbabin     | –                           | –                           | –                           | -                           |
| MS 1997 | –          |  | nestartoval – Udo Quellmalz | nestartoval – Udo Quellmalz    | nestartoval – Udo Quellmalz       | nestartoval – Udo Quellmalz | nestartoval – Udo Quellmalz | nestartoval – Udo Quellmalz | nestartoval – Udo Quellmalz | nestartoval – Udo Quellmalz | nestartoval – Udo Quellmalz | nestartoval – Udo Quellmalz | nestartoval – Udo Quellmalz |
| MS 1999 | lehká váha |  | volný los                   | výhra – ipo/uma Germán Velazco | prohra – yuk/kgu Guilherme Bentes | –                           | –                           | –                           | –                           | –                           | –                           | –                           | -                           |

### Mistrovství Evropy
| Rok     | Kategorie      |  | 1/32                          | 1/16                          | čtvrtfinále                   | semifinále                    | opravy                        | opravy                        | opravy                        | o bronz                       | finále                        |
| ------- | -------------- |  | ----------------------------- | ----------------------------- | ----------------------------- | ----------------------------- | ----------------------------- | ----------------------------- | ----------------------------- | ----------------------------- | ----------------------------- |
| ME 1990 | –              |  | nestartoval – Udo Quellmalz   | nestartoval – Udo Quellmalz   | nestartoval – Udo Quellmalz   | nestartoval – Udo Quellmalz   | nestartoval – Udo Quellmalz   | nestartoval – Udo Quellmalz   | nestartoval – Udo Quellmalz   | nestartoval – Udo Quellmalz   | nestartoval – Udo Quellmalz   |
| ME 1991 | pololehká váha |  | volný los                     | výhra Philip Laats            | výhra Piotr Sadowski          | prohra József Csák            | –                             | –                             | –                             | výhra Bruno Carabetta         | -                             |
| ME 1992 | –              |  | nestartoval – René Sporleder  | nestartoval – René Sporleder  | nestartoval – René Sporleder  | nestartoval – René Sporleder  | nestartoval – René Sporleder  | nestartoval – René Sporleder  | nestartoval – René Sporleder  | nestartoval – René Sporleder  | nestartoval – René Sporleder  |
| ME 1993 | –              |  | nestartoval – Stefan Dott     | nestartoval – Stefan Dott     | nestartoval – Stefan Dott     | nestartoval – Stefan Dott     | nestartoval – Stefan Dott     | nestartoval – Stefan Dott     | nestartoval – Stefan Dott     | nestartoval – Stefan Dott     | nestartoval – Stefan Dott     |
| ME 1994 | –              |  | nestartoval – René Sporleder  | nestartoval – René Sporleder  | nestartoval – René Sporleder  | nestartoval – René Sporleder  | nestartoval – René Sporleder  | nestartoval – René Sporleder  | nestartoval – René Sporleder  | nestartoval – René Sporleder  | nestartoval – René Sporleder  |
| ME 1995 | lehká váha     |  | výhra Allan Trampedach        | výhra Andrei Golban           | výhra Sergej Kosmynin         | výhra Davor Vlaškovac         | –                             | –                             | –                             | –                             | výhra Christophe Gagliano     |
| ME 1996 | –              |  | nestartoval – Ralf Akoto      | nestartoval – Ralf Akoto      | nestartoval – Ralf Akoto      | nestartoval – Ralf Akoto      | nestartoval – Ralf Akoto      | nestartoval – Ralf Akoto      | nestartoval – Ralf Akoto      | nestartoval – Ralf Akoto      | nestartoval – Ralf Akoto      |
| ME 1997 | –              |  | nestartoval – Martin Grasmück | nestartoval – Martin Grasmück | nestartoval – Martin Grasmück | nestartoval – Martin Grasmück | nestartoval – Martin Grasmück | nestartoval – Martin Grasmück | nestartoval – Martin Grasmück | nestartoval – Martin Grasmück | nestartoval – Martin Grasmück |
| ME 1998 | pololehká váha |  | výhra Victor Bivol            | prohra David Somerville       | –                             | –                             | výhra Marcial Romero          | výhra Şahin Arzumanov         | výhra József Csák             | prohra Giorgi Revazišvili     | -                             |
| ME 1999 | lehká váha     |  | volný los                     | výhra Koen van Nol            | výhra Vsevolod Zeljonyj       | prohra Giuseppe Maddaloni     | –                             | –                             | –                             | prohra Vitalij Makarov        | -                             |
| ME 2000 | lehká váha     |  | prohra Claudiu Baștea         | –                             | –                             | –                             | –                             | –                             | –                             | –                             | –                             |

## Sportovní kariéra

### Úspěchy
- 1993 – Vítězství na Pařížském turnaji
- 1994 – Vítězství na Kano Cupu
- 1995 – Zlatá medaile z ME

### Zajímavosti
- Tokui-waza: ne-waza, aši-waza
- Styl: fyzický, mentální

V bundeslize zápasil za klub JC Frankfurt/Oder.

### Rivalové
Především tvrdé nominační boje o start na vrcholném turnaji
- Udo Quellmalz
- Stefan Dott
- René Sporleder